# Dorozsma nemzetség
A Dorozsma (névváltozatai: Drusma, Drusina, Durusma) nemzetség a Szegedtől nyugatra eső, Dorozsma nevű településről veszi eredetét. Itt volt ősi birtokuk, s itt állt a nemzetség összekötő kapcsa, az ősi monostor is. Innen ágazott szét a nemzetség, különösen az ország déli részére, s adott hazánknak több jeles családot. 
A Dorozsma nemzetség őse János comes volt, aki kiváló szolgálatokat tett IV. Béla királynak. Fia, István (1269-1300) királyi kardhordó, később bán, kinek három fia volt I. Pál (1301-1348) pozsegai várnagy és macsói bán, 1312-1328-ig Bodrog vármegye főispánja és a királyné udvarbírája. 
Botos János (1314-1338) a Halapkai család őse és I. András (1314-30). I. Pál fiai: János (1350-57) veszprémi püspök és Pál (1350-1376). Ennek fiai: László és István († 1356 előtt), kinek fia Pál a Garai Bánffi család őse. Pál fia, Dezső, 1419-ben Bodrog vármegye főispánja volt. A fenti I. András fiai: I. Miklós (1340-86) és III. Pál (1340-56), az utóbbinak fia, az a Garai János, aki 1386-ban Mária és Erzsébet királyné életének védelmezése közben esett el. I. Miklós 1356-ban, mint macsói bán és Bodrog vármegye főispánja kezdte pályáját. 1376-ban nádor, macsói bán és a kúnok bírája. Mint az Anjouház egyik legodaadóbb híve, 1386-ban ő is lekísérte a királynőket Alsó-Magyarországba, akik a Horváthiaktól szított lázadást személyes megjelenésükkel akarták lecsillapítani, mely alkalommal, midőn a lázadók a királynőket 1386-ban megtámadták, hősileg küzdve elesett. Fiai: II. Miklós (1386-1433) és János. (1386-1427) 1387-ben Barcsa, Mortályos, Orbászpalotája, Földvár birtokokat nyerték adományul. Miklós fiai: III. Miklós, 1438-ban macsói bán, 1455-ben horvát és dalmát bán, és László 1432, 1439 és 1447-ben macsói bán, 1433 és 1447-ben Bodrog vármegye főispánja. 
A Dorozsma nemzetségből a legnagyobb hatalomra emelkedtek a  Garayak, akik a 14. és 15. században a nádorságot három nemzedéken át fiúról fiúra viselték.

A nemzetség három fő ága ismert: Garay-, Hosszú-Bácsy- és Szentmihályi-ág.

## Garay-ág
Az ág első ismert őse I. János comes (ispán), (? – 1430. január 6. előtt) - tőle ered a Garay-ág.
Ebből az ágból eredtek az alábbi családok ősei:
- Harapkai család,
- Garai család,
- Bánfy család,
- nádori Garai család.

A 14. század első felében Alsóbencsek is a Dorozsma nemzetségből való Wazal Pál (1301-1348) és András birtoka, akik egy harmadát testvérüknek, Botos Jánosnak (1314-1338), a Harapkai-család ősének engedték át.

## Hosszú-Bácsy-ág
Az ág I. Jánostól ered, kinek fia II. János 1304–14 körül élt. Unokái: Miklós 1356, III. János 1356-77 táján élt.

## Szentmihályi-ág
A nemzetség ez ága a Dorozsma melletti Szentmihály faluról nevezte magát.
Az ág első ismert őse Miklós, kinek fia, Mihály 1323–1344 között élt. 
Gyermekei: János 1357–77 körül, Margit 1374 (férje: Szentszálvátory Simon)

### A nemzetség Temes megyei birtokai
A Dorozsma-nemzetség a 14. században tűnt fel Temes vármegye területén, ahol Sarád (a mai Temesgyarmat és Hidasliget között), Csenej (Bencsek közelében). Bácsi (a mai Alsóbencsek határában), továbbá az akkor Arad vármegyéhez tartozó Fenlak (Fellak, ma Fönlak) és Serfesd (Fönlaktól délre) helységek voltak birtokai.
E falukat még István mester (1269-1300) - királyi kardhordó, a későbbi bán szerezte. 
Három fia közül:
- Kazal I. Pál (1301-1348) macsói bán, - Szerém, Valkó, Bodrog és többször Baranyamegye főispánja, majd a királyné tárnokmestere volt.

Tőle származik a Garai Bánfi-család. 
- Botos János (1314-1338)- a Harapkai család őse.

- András-tól (1314-1330) - származik a Garai-család.

A testvérek közül Botos János 1315-ben Temesváron a király kezébe tett esküvel ígérte, hogy testvéreit nem fogja háborgatni s nem fog nekik károkat okozni. Mikor azonban a testvérek megosztoztak az atyjuk után maradt birtokokon, Botos János addig nyugtalankodott, míg testvérei felszólították, jelölje ki azokat a falvakat, amelyekből részt kíván magának. Botos János ekkor többek között Sarád, Csenej, Bácsi és Békatófő temesvármegyei, továbbá Serfesdi és Fenlak akkoriban aradvármegyei falvakat jelölte ki. 1330 március 30-án az országbiró elrendelte a felsorolt falvak megbecslését, szétosztását és harmadrészének Botos I. János birtokába való átadását. Fellak azonban ekkor már a nemzetség egy másik ágának, a Szentmihályiaknak a birtokában volt, ezért ez a birtok nem volt az osztályban. Szentmihályi Miklós fia Mihálynak (1323-44) csupán egy fia volt: János (1356-77), kinek utód nélküli halála után Fellak a Harapkói Botos-családra szállt, 1428-ban már Botos András birtoka. Hasonlókép a Botos-családé lett Serfesd (a mai Fönlaktól délre). Ellenben Sarád, mely a középkorban város volt a Garaiak kihaltáig a családé maradt. (Karácsonyi i. m. I., 414-424.)